# Godhard Kettler (1517-1587)
Godhard Kettler (Duits: Gotthard; Lets: Gothards) (mogelijk op het kasteel Eggeringhausen bij Anröchte, 1517 – Mitau, 17 mei 1587) was de laatste meester van de Duitse Orde in Lijfland en de eerste hertog van Koerland en Semgallen.
Hij stamde uit een Westfaals adellijk geslacht en was de zoon van Godhard II Kettler (ca. 1480-1556) heer van Neu-Assen en heer van Mellrich en Sibylle Sophie van Nesselrode (1490-1571). In 1554 werd hij commandeur van Dünaburg en in 1557 van Fellin. Als meester, sinds 1559, stelde hij zich, door Rusland bedreigd, onder protectie van Polen, dat kort daarop over ging in het Pools-Litouwse Gemenebest.
Toen de Lijflandse Confederatie in de Lijflandse Oorlog ineenstortte, stond hij Lijfland af aan de Poolse koning Sigismund II August en kreeg hij in ruil Koerland en Semgallen als erfelijke hertogdommen onder de Poolse kroon. Hij onderwierp de plaatselijke adel aan zijn heerschappij en, zelf tot het lutheranisme overgegaan, stichtte talrijke protestantse kerken en scholen.

## Huwelijk en kinderen
Godhard huwde in Koningsbergen op 24 februari 1566 met Anna van Mecklenburg-Schwerin (1533-1602), een dochter van Albrecht VII van Mecklenburg en Anna van Brandenburg (1506-1567). Uit zijn huwelijk zijn de volgende kinderen geboren:
- Elisabeth Kettler (-1601). Zij trouwde in 1595 met hertog Adam Wenceslaus van Teschen (12 december 1574 - 13 juli 1617). Hij was de jongste zoon van Wenceslaus III Adam van Teschen en van Sidonia Catharina van Saksen-Lauenburg
- Frederik I van Koerland (Mitau, 25 november 1569 - 17 augustus 1642) hertog van Koerland en Semgallen van 1587 tot 1642. Hij trouwde met Elisabeth Magdalena, een dochter van Ernst Lodewijk I van Pommeren-Wolgast. Aangezien zijn huwelijk kinderloos bleef, werd hij opgevolgd door Jacob, de zoon van zijn broer Willem.
- Willem Kettler van Koerland (1574-1640). Hij trouwde in 1609 met Sophie van Pruisen (31 maart 1582 - 4 december 1610). Zij was een dochter van Albrecht Frederik van Pruisen (1553-1618) en Maria Eleonora van Gulik-Kleef.
- Anna Kettler (1576-). Zij trouwde met Vorst Albrecht Radziwiłł (Wilna, 8 maart 1558 - Krakau, 13 juni 1592) hofmaarschalk in 1579 en in 1586 grootmaarschalk van Koerland / Litouwen. Hij was een zoon van Nikolaas Radziwiłł de Zwarte en Elisabeth Szydłowieckiej

## Opvolging
Zijn zoons Frederik I en Willem volgden hem gezamenlijk op. Zijn nazaten regeerden tot 1737 over Koerland.

Wapen Godhard Kettler, hertog van Koerland
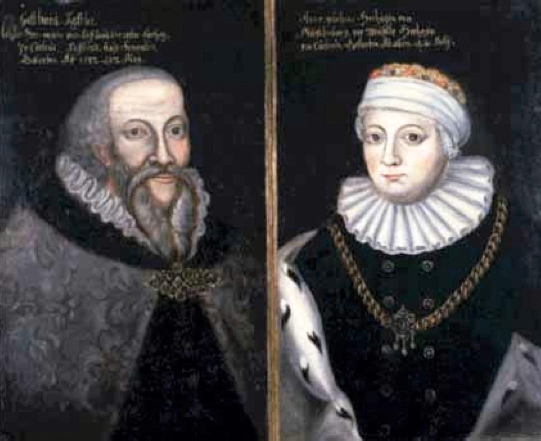
Godhard en Anna

Godhard Kettler · Frederik I Kettler en Willem Kettler · Frederik I Kettler · Jacob Kettler · Frederik II Casimir Kettler · Frederik III Willem Kettler · Anna Ivanovna van Rusland · Maurits van Saksen (rivaal) · Ferdinand Ketler · Ernst Johann Biron · Lodewijk Ernst van Brunswijk-Lüneburg-Bevern · Karel van Saksen · Ernst Johann Biron · Peter Biron